# Fossae di Mercurio
Segue una lista delle fossae presenti sulla superficie di Mercurio. La nomenclatura di Mercurio è regolata dall'Unione Astronomica Internazionale; la lista contiene solo formazioni esogeologiche ufficialmente riconosciute da tale istituzione.
Le fossae di Mercurio portano i nomi di capolavori dell'architettura di varie località del mondo.

## Prospetto
| Fossa            | Eponimo | Latitudine | Longitudine | Diametro  |
| ---------------- | --- | ---------- | ----------- | --------- |
| Borobudur Fossae | Borobudur - Monumento buddhista Mahāyāna risalente circa all'800 d.C. situato nella parte centrale dell'isola di Giava. | 32,77° S   | 271,5° W    | 395 km    |
| Pantheon Fossae  | Pantheon - Tempio edificato a Roma da Marco Agrippa nel 27 a.C. e ricostruito da Adriano tra il 118 e il 128 d.C.       | 30,19° N   | 197,17° W   | 311,49 km |

## Vista d'insieme
- - Nomenclatura in vigore